# Platypalpus carpathicus
Platypalpus carpathicus är en tvåvingeart som beskrevs av Nikolai Vasilevich Kovalev och Chvala 1985. Platypalpus carpathicus ingår i släktet Platypalpus och familjen puckeldansflugor.
Artens utbredningsområde är Ukraina. Inga underarter finns listade i Catalogue of Life.